# Géographie de l'Aunis

Carte de l'Aunis

L'Aunis est une région naturelle, assez fortement individualisée, située dans le nord-ouest du département de la Charente-Maritime.
Région aux paysages naturels diversifiés avec sa large plaine beaucifiée, ses vastes marais au nord et au sud, sa forêt de feuillus, survivance d'une antique hêtraie, elle est avant tout une région littorale où sont aujourd'hui concentrés les habitants, les villes et les activités économiques.

## Géographie physique

### Le cadre géographique
Cette région naturelle, d’environ 85 000 hectares, se caractérise par de faibles altitudes, qui s’inclinent doucement d’est en ouest, de 60 mètres, collines à l'est de Surgères, à 20 mètres, promontoire de La Pallice, au droit de l'océan, l’altimétrie moyenne de la plaine étant de 30 mètres environ. C'est que l'Aunis est d'abord et avant tout une région littorale qui est bordée à l’ouest par l’océan Atlantique.
Son littoral se distingue, soit par de hautes falaises calcaires (falaises d'Esnandes, de Marsilly, de L'Houmeau, promontoire de La Pallice et môle de Chef-de-Baie à La Rochelle, Pointe du Chay à Angoulins-sur-Mer, Pointe des Boucholeurs à Châtelaillon-Plage), soit par des côtes basses, quelques-unes étant marécageuses (marais de Voutron et d’Angoulins), d'autres sablonneuses (plages d’Aytré, d'Angoulins, de Châtelaillon-Plage, mince cordon dunaire entre Angoulins et Châtelaillon-Plage à Saint-Jean-des-Sables).

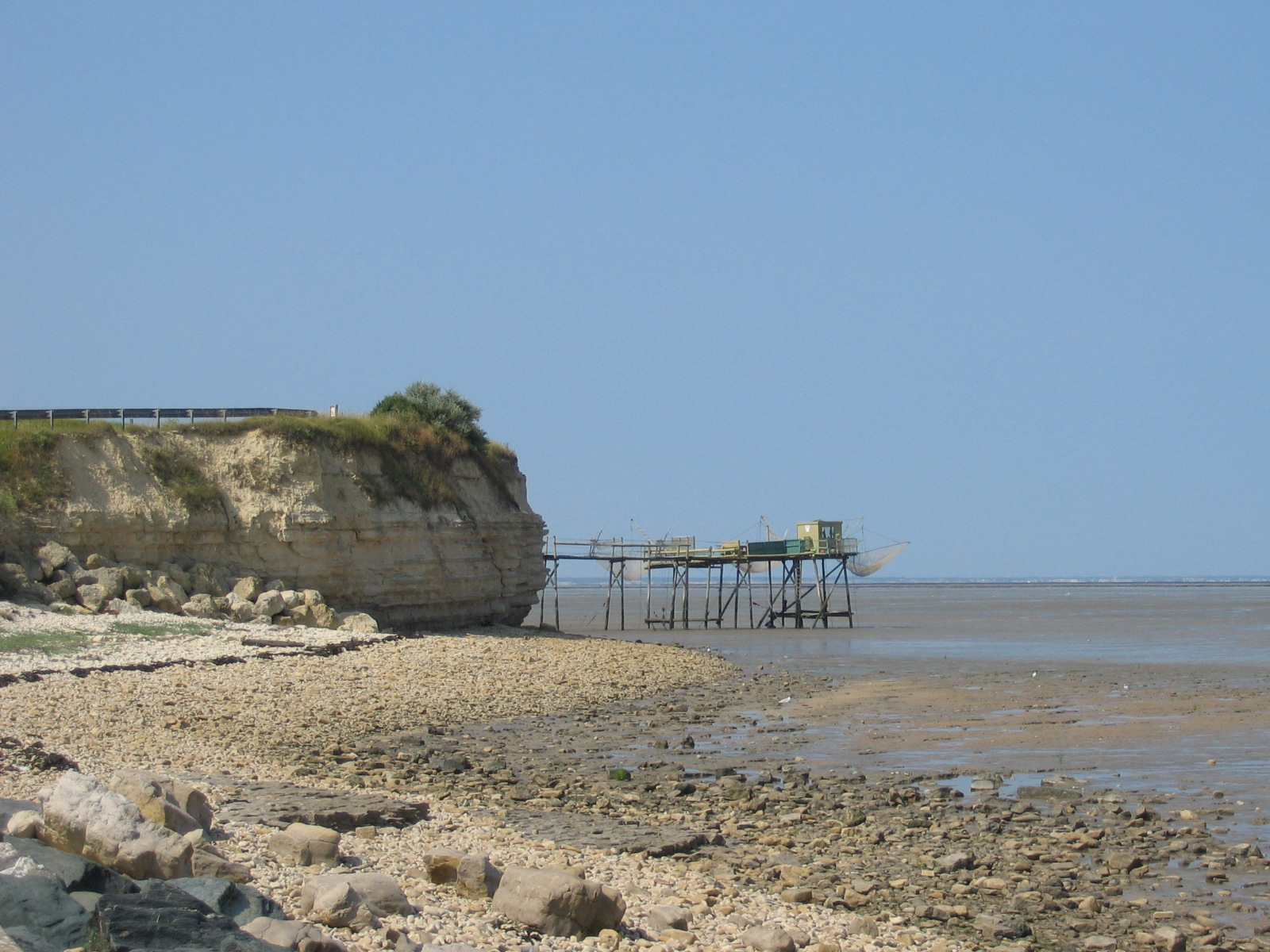
Le littoral nord de l'Aunis à Esnandes

Le littoral nord de l'Aunis est bordé par le pertuis Breton, petite mer intérieure qui sépare l'ile de Ré des côtes de la Vendée. Trois caps calcaires s'avancent doucement dans l'océan, entre Esnandes et le grand port maritime de La Pallice ; du nord au sud, se trouvent la pointe Saint-Clément, la pointe du Plomb et la pointe de Chef-de-Baie.
Au sud de La Rochelle se trouve le pertuis d'Antioche, qui sépare l'île de Ré de l'île d'Oléron, et qui correspond à un véritable détroit autant qu'à une petite mer intérieure. Le trait de côte, au sud de La Rochelle, fait également apparaitre des promontoires calcaires (pointe des Minimes, pointe de Roux, pointe du Chay).

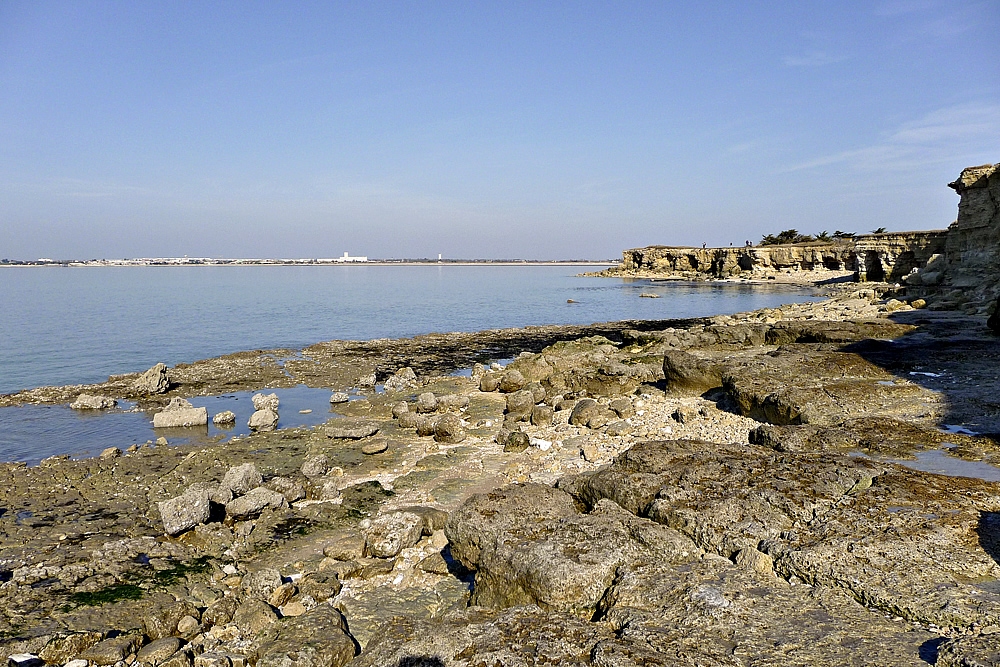
La pointe du Chay à Angoulins-sur-Mer, un lieu très prisé des géologues

Concernant ce dernier cap, il est le plus remarquable, ressemblant davantage à un promontoire, une sorte de presqu'île, dont la richesse géologique fait un lieu d'étude très couru des géologues.
Enfin, face à Châtelaillon-Plage, se situe la Rade des Basques, qui la sépare de l'île d'Aix.
Cette plaine correspond à une sorte de presqu'île effilée enserrée entre deux vastes marais, le marais poitevin au nord et le marais de Rochefort au sud et qui s'avance vers l'ouest, en direction de l'océan Atlantique face à l'île de Ré.

### Géologie et sols
L'Aunis est une plaine calcaire du Jurassique, caractérisée par un relief faiblement vallonné, où aucune vallée n'est encaissée, et dont les altitudes baissent régulièrement vers le littoral. Seule, l'Île de Ré lui répond par les mêmes assises géologiques du Jurassique et par les mêmes types de sols. Cette table calcaire, sorte de promontoire de forme triangulaire qui s'avance vers le Golfe de Gascogne, forme l'extrémité septentrionale du Bassin aquitain.
Seuls, l'anticlinal de la Forêt de Benon et les collines de la bordure orientale qui se prolongent en Basse Saintonge viennent rompre la monotonie et l'horizontalité de la plaine.

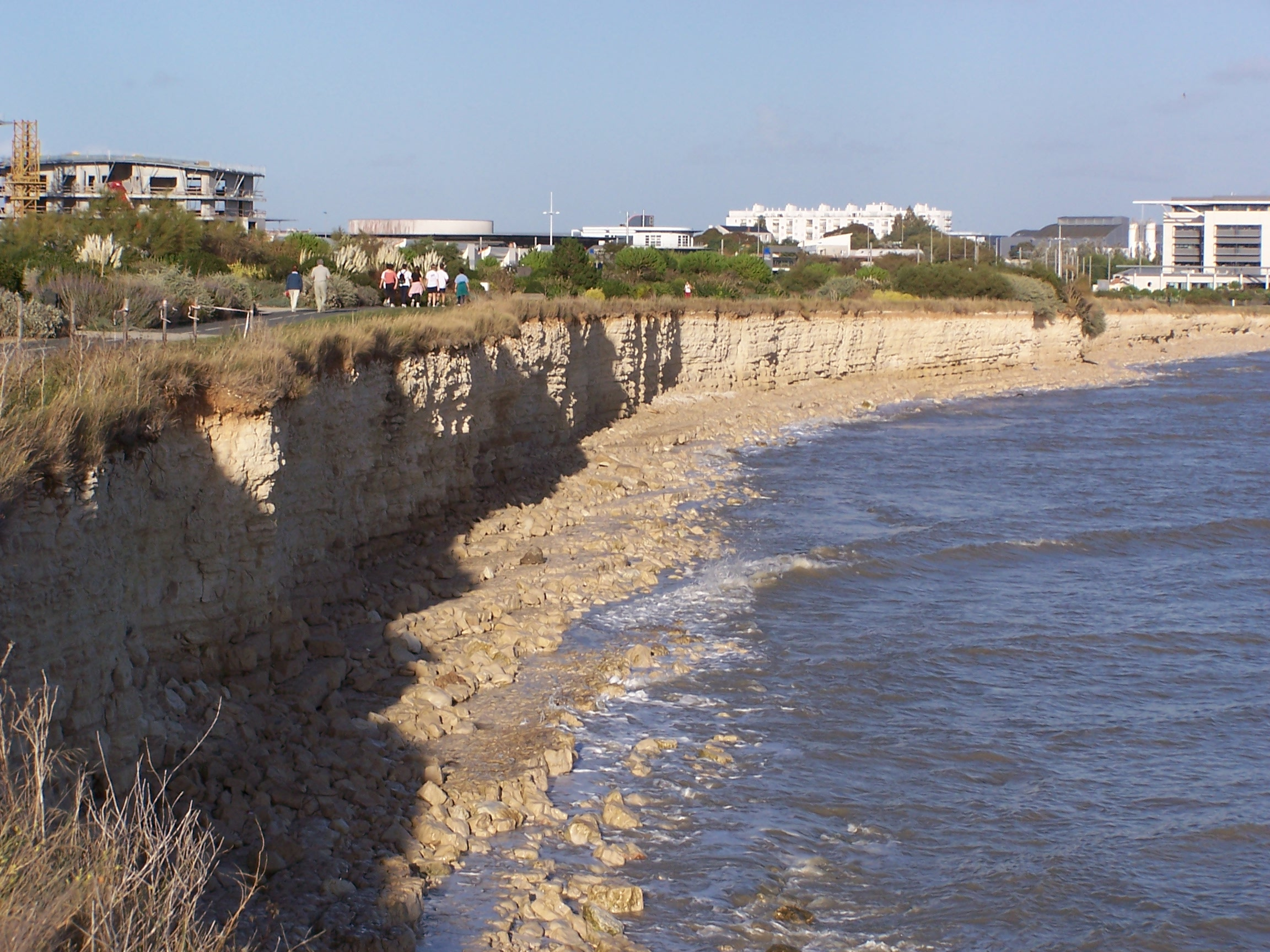
Les falaises de calcaire au nord et au sud de La Rochelle datent du Jurassique supérieur.

Le sous-sol de l'Aunis présente cinq strates géologiques dont l'âge diminue en allant du nord vers le sud de la région. Les affleurements de calcaires et de marnes du Rauracien, les plus anciens, en bordure du marais poitevin, se découvrent en une bande étroite de terrain d'Esnandes à Courçon. L'étage du Kimméridgien, apparaissant à l'extrême-sud, comprend le marais de Rochefort et le marais de la Petite Flandre.
Entre ces deux affleurements du Jurassique supérieur domine très largement la strate du Séquanien en Aunis. De l'île de Ré jusqu'aux confins orientaux de l'Aunis, en bordure du bas-plateau de la Saintonge du Nord, des bancs de calcaires riches en argiles, appelés localement groies, donnent des sols particulièrement fertiles. Ceux-ci sont à l'origine de la réputation agricole de l’Aunis qui passe pour une riche terre céréalière. Cette région de champs ouverts, de type openfield, a développé un paysage de « petite Beauce ».
Cependant, la monotonie de son paysage est rompue dans sa bordure orientale, au-delà de Surgères, où le relief devient plus vallonné par la présence de petites collines dont les altitudes s'élèvent jusqu'à 60 mètres et même 75 mètres, sur une petite butte à l'est de Surgères. Ces terres riches en calcaires et en argiles, qui annoncent déjà par ses paysages ceux du bas-plateau saintongeais, sont maintenant de riches terroirs à céréales cultivés sur de grands champs ouverts et succèdent aux anciennes prairies artificielles vouées à l'élevage laitier.
Dans les zones évidées, situées au contact immédiat de cette plaine au relief à peine marqué, de grands marais d'eau douce et salée se sont formés. Ces derniers correspondent aux anciens golfes marins, comblés par des sédiments d'origine marine ou fluviatile, issus de la dernière transgression flandrienne. Le bri qui est l'argile locale de ces terres de marais est le dépôt superficiel formé par des alluvions récentes du Quaternaire. Les marais ont été patiemment asséchés, depuis le Moyen Âge, par l'homme. Ils sont présents au nord, avec le Marais poitevin desséché, au centre, avec les vallées du Curé et de son affluent principal le Virson et dans sa partie orientale avec la vallée du Mignon, tandis qu'au sud se sont formés sur une surface cumulée de 12 000 hectares le Marais de Rochefort et le Marais de la Petite Flandre, asséchés depuis le début du XVIIe siècle. Ils constituent d'importantes réserves d'eau douce, primordiales pour le maintien des activités agricoles et conchylicoles du nord du département.

### Le réseau hydrographique
L'Aunis est délimitée par deux fleuves côtiers importants, la Sèvre niortaise au nord, et la Charente, au sud.

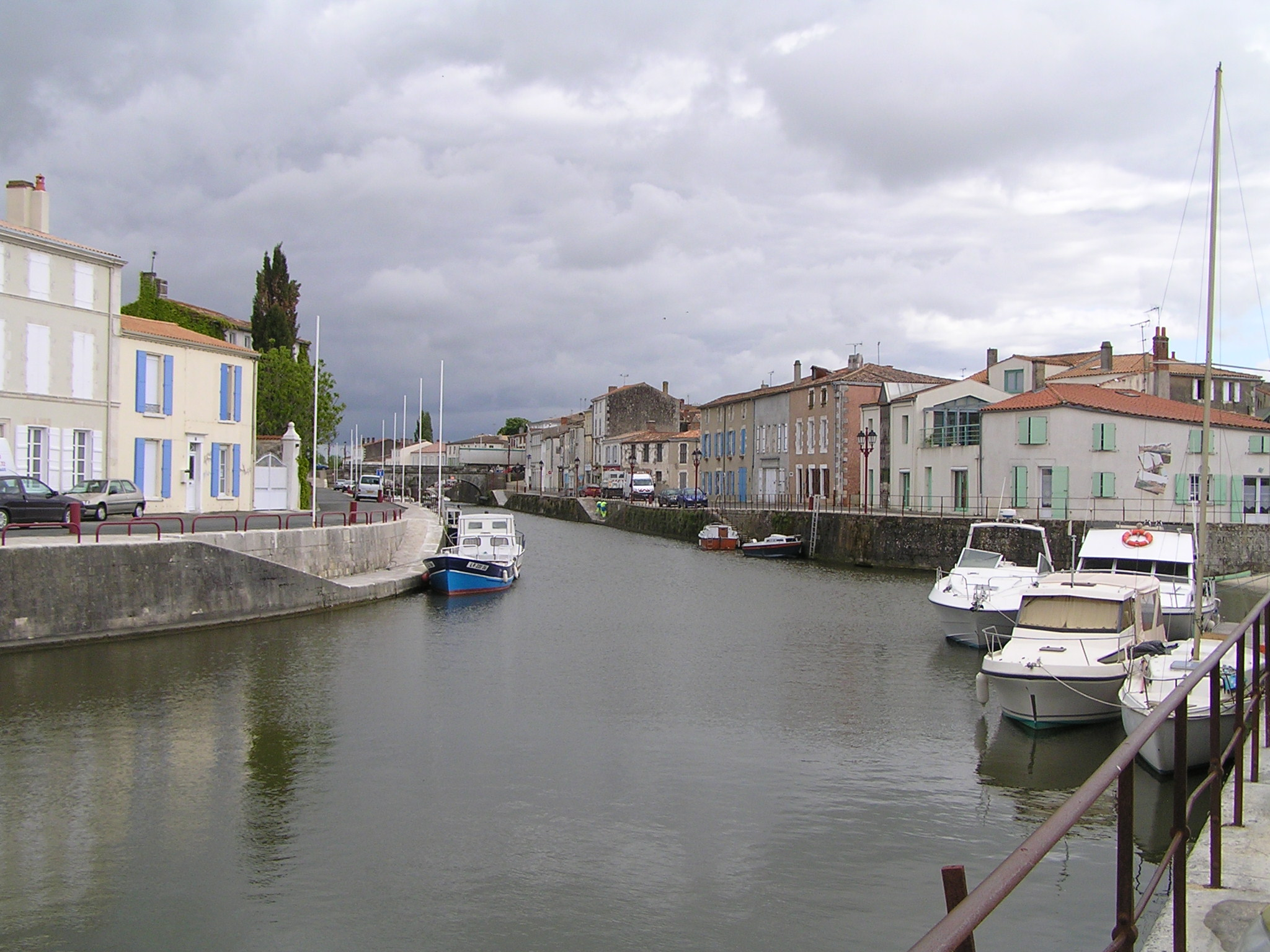
Les quais de Marans, petite cité fluviale sur les rives de la Sèvre niortaise.

La Sèvre niortaise entre en Charente-Maritime tout au nord du département et sert pendant une partie de son trajet de délimitation naturelle avec le département voisin de la Vendée. Après son entrée dans la commune de La Ronde, elle roule ses eaux abondantes dans une vallée basse et sinueuse dans les communes Taugon et de Saint-Jean-de-Liversay avant d'arroser Marans, ancien port de commerce fluvial reconverti en port de plaisance. En aval de Marans, le cours du fleuve devient particulièrement sinueux et paresse dans les nombreux méandres de son estuaire. Le fleuve côtier débouche sur la baie de l'Aiguillon à Charron, actif port mytilicole implanté sur sa rive gauche et à son embouchure.
À l'est, l'Aunis est limité par la vallée du Mignon, principal affluent de rive gauche de la Sèvre niortaise, et qui sert de délimitation naturelle avec le département des Deux-Sèvres, tandis qu'au sud-est les collines de Saintonge du Nord ferment la province et s'étendent sur des alignements mal définis au-delà de Marsais et de Saint-Mard.
C'est dans cette dernière commune que la Gères prend sa source et après un parcours vers l'ouest, arrose Surgères, puis oblique vers le sud en direction de la Devise avec laquelle elle conflue avant de rejoindre par un cours canalisé la Charente en aval de Rochefort. Le sud-est et le sud de l'Aunis sont le domaine du vaste Marais de Rochefort qui inclut le Marais de la Petite Flandre et sont striés par un important réseau de canaux collecteurs dont les plus importants sont d'est en ouest le Canal de Génouillé, le Canal Saint-Louis, le Canal de la Daurade, le Canal de Charras où ce dernier est le troisième du département par sa longueur.
Au centre de la plaine de l'Aunis, la vallée du Curé, qui se jette dans l'Anse de l'Aiguillon, au nord d'Esnandes, sépare l’Aunis du Marais poitevin, après un parcours de 45 km. Ce petit fleuve côtier naît au village éponyme de Curé, dans la commune de Saint-Georges-du-Bois, au nord de Surgères, et est grossi, sur sa rive gauche, des eaux du Virson, ruisseau qui prend sa source dans le lac de Frace, au nord-est d'Aigrefeuille d'Aunis. Ces petits cours d'eau constituent d'importantes ressources par leur apport en eau douce pour la mytiliculture en baie de l'Aiguillon autant que pour l'irrigation mais la plupart du temps connaissent de gros problèmes d'assèchement de leur cours lors des périodes de grande sécheresse.
Au sud de l'Aunis, la Charente a longtemps servi de délimitation naturelle avec l'ancienne province de la Saintonge. Avant son embouchure face aux îles d'Aix et Madame, ce fleuve écoule ses eaux dans de vastes méandres depuis Tonnay-Charente où commence l'estuaire. Il arrose Rochefort qui, comme la ville voisine de Tonnay-Charente, est entièrement édifiée sur la rive droite de la Charente. Ces deux villes riveraines du fleuve sont nées pour et avec la Charente et sont encore aujourd'hui d'actifs ports de commerce dont le trafic fluvial avoisine le million de tonnes annuel.

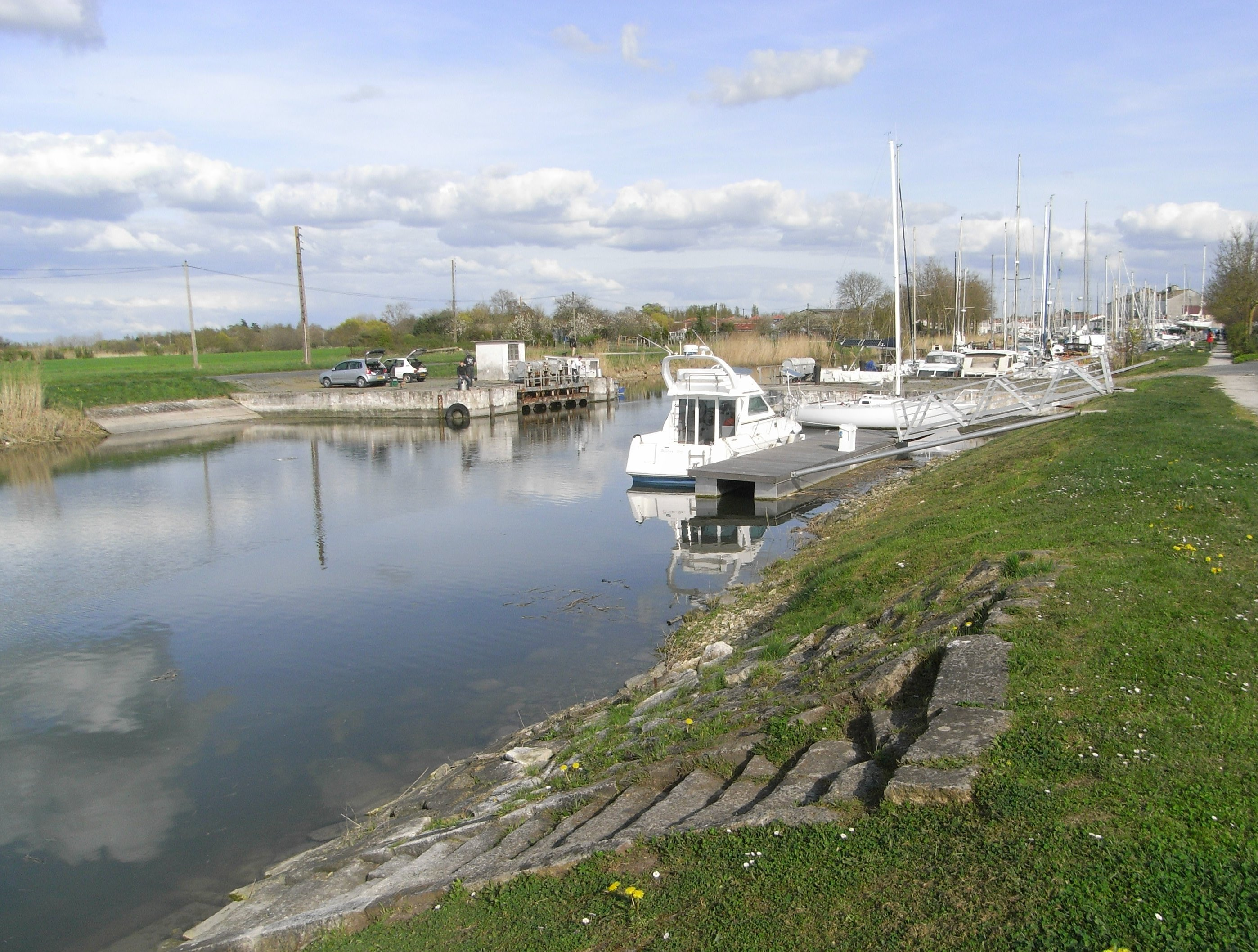
Le Canal maritime de Marans à la mer est l'unique canal en activité en Aunis.

L'Aunis est également pourvu d'un réseau de canaux qui strient de part en part les marais littoraux et qui ont pour fonction principale de drainer ces vastes espaces humides dont la superficie totale est d'environ 32 000 hectares dont 20 000 hectares sont occupés par le Marais poitevin au nord et 12 000 hectares par le Marais de Rochefort au sud. Le principal canal situé dans le Marais poitevin est le Canal de Marans à La Rochelle qui est également le plus long collecteur en Aunis. Il a longtemps été navigable avant d'être déclassé. Ce dernier croise à Andilly le Canal du Curé dont le cours du fleuve est canalisé depuis Anais. La Sèvre niortaise est dédoublée dans sa partie aval par le Canal maritime de Marans à la mer afin de raccourcir le trajet des bateaux depuis le site portuaire de Marans jusqu'à l'embouchure du fleuve. Ce canal est l'unique voie toujours ouverte à la navigation en Charente-Maritime. Enfin, le Canal du Mignon rejoint la Sèvre niortaise à l'intersection de trois départements (Charente-Maritime, Deux-Sèvres et Vendée).
À la nette différence du Marais poitevin, le marais de Rochefort et celui de la Petite Flandre possèdent de nombreux canaux qui n'ont jamais servi à la navigation ; le plus long d'entre eux qui d'ailleurs occupe le troisième rang en Charente-Maritime, le canal de Charras, est un collecteur servant à drainer le marais de Rochefort.

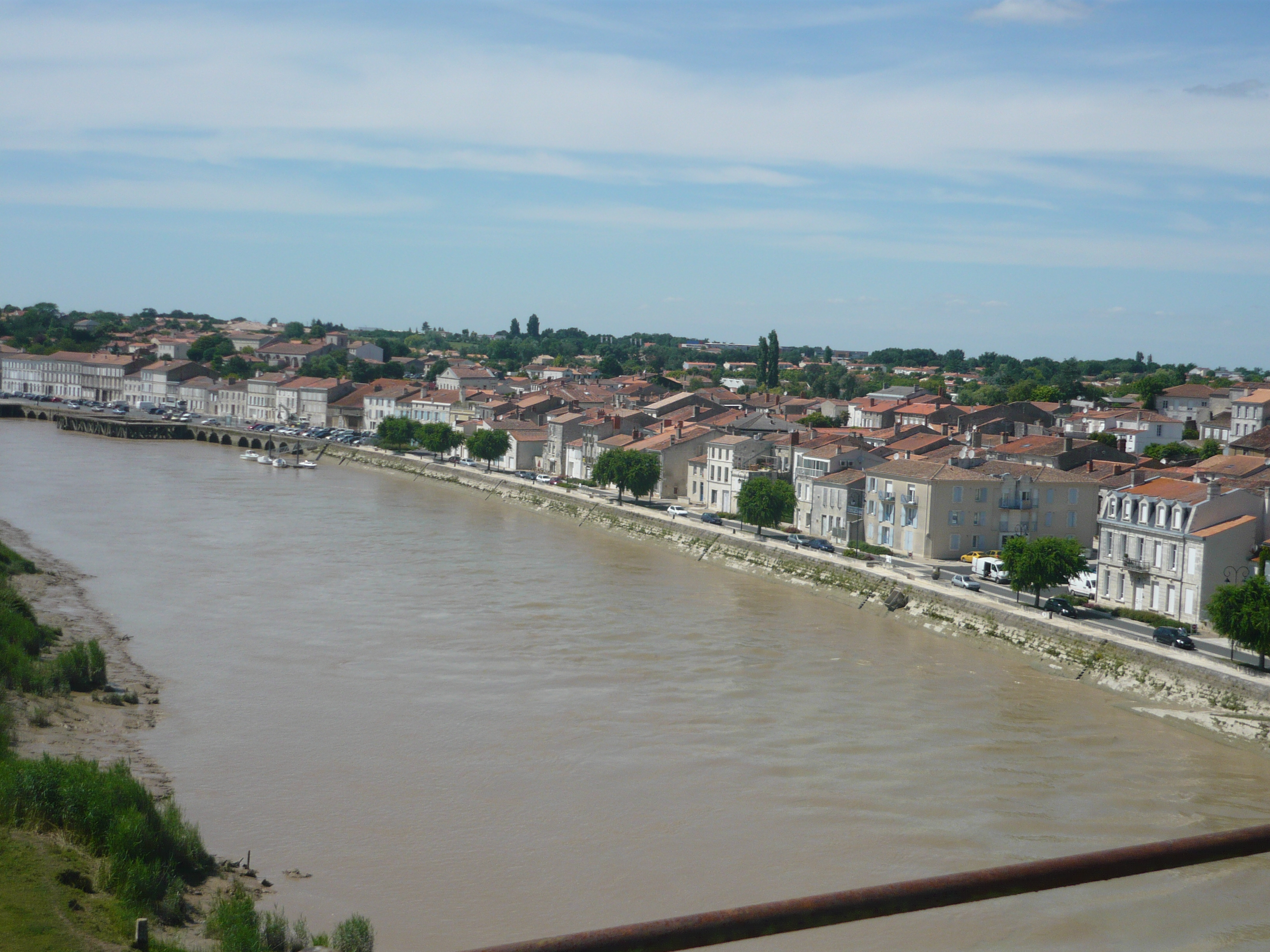
C'est à Tonnay-Charente, ville riveraine de la rive droite de la Charente, que commence l'estuaire du fleuve bordant l'Aunis au Sud.
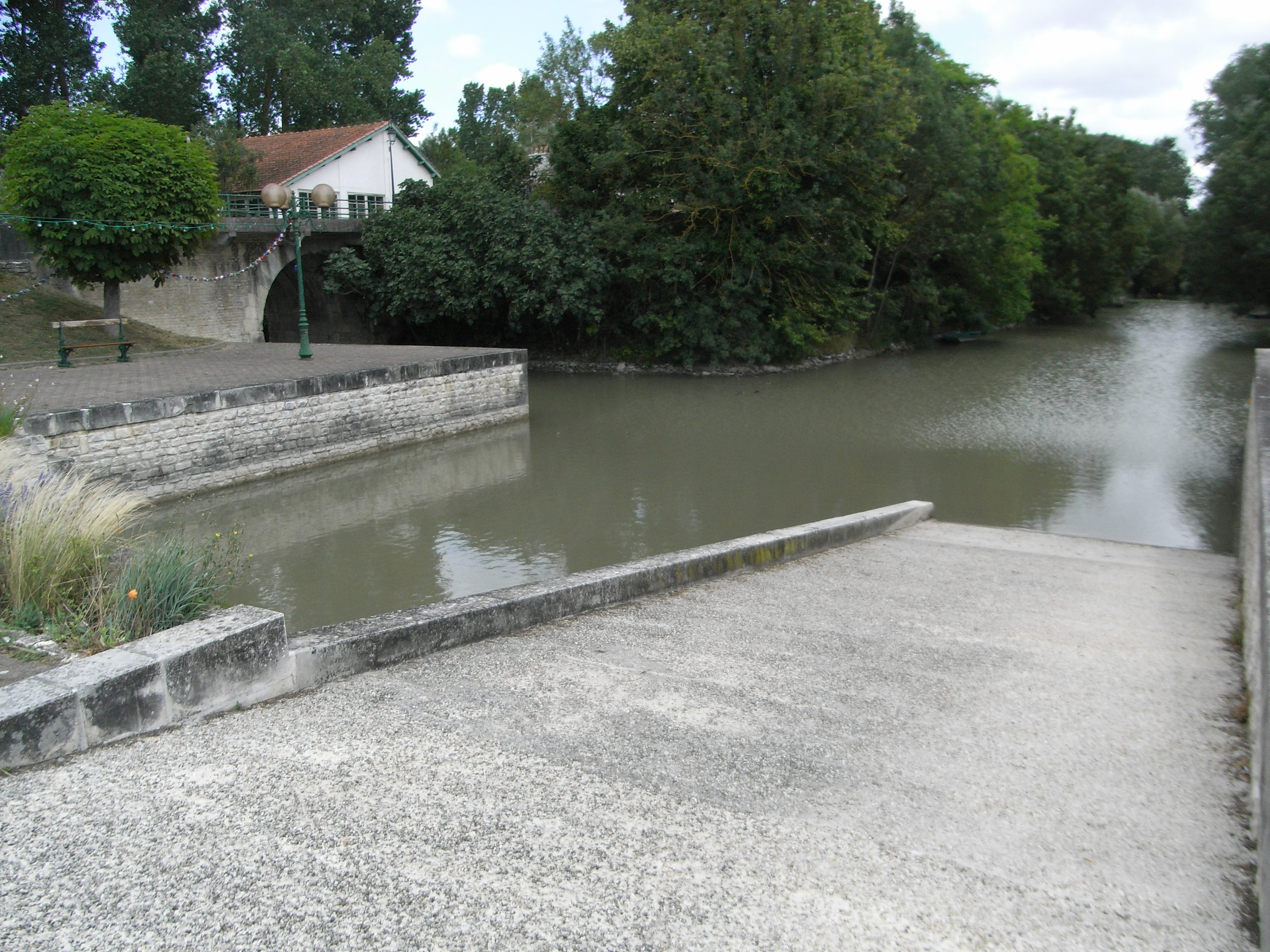
Le Mignon, à La Grève-sur-Mignon, coule à l'est de l'Aunis en limite départementale avec les Deux-Sèvres.
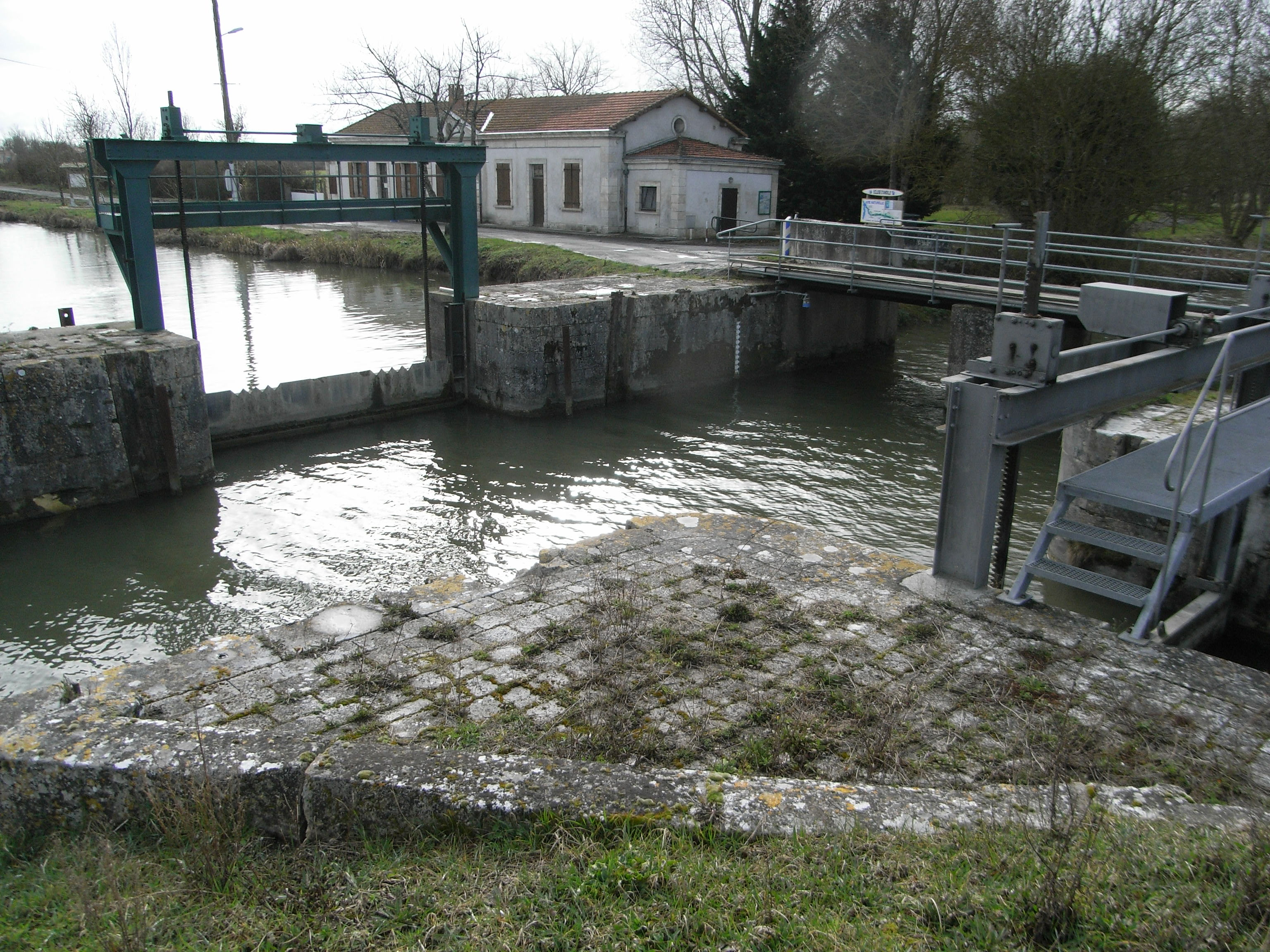
C'est au site remarquable des Écluses d'Andilly que se croisent le Canal de Marans à La Rochelle et le Canal du Curé.

### La couverture forestière
À l'est de l'Aunis et près du département des Deux-Sèvres, un dôme allongé dont les hauteurs vont jusqu'à 56 mètres, porte la Forêt de Benon où le calcaire perméable en hiver mais sec en été est le domaine privilégié des feuillus et succède à une antique hêtraie.
La forêt de Benon, qui est aujourd'hui une forêt domaniale, composée essentiellement de chênes pubescents, sert également de délimitation géographique avec le Marais Poitevin, au nord-est. Cette forêt s'étend sur sept communes, regroupant une surface totale de 3 300 hectares, dont 598 hectares relèvent du domaine public. Elle est l’unique forêt de la plaine de l’Aunis, étant quelquefois surnommée le "poumon vert" des Rochelais.

## Géographie humaine

### Une région peuplée
Cette région rassemble 289 987 habitants en 2007, soit près de la moitié de la population totale de la Charente-Maritime, c'est-à-dire 47,9 % de la population en 2007.
Les quatre territoires de l'Aunis
| Pays                | superficie | population (2007) | densité de population | siège administratif |
| ------------------- | ---------- | ----------------- | --------------------- | ------------------- |
| Pays Rochelais      | 206 km2    | 146 362 hab.      | 710 hab/km2           | La Rochelle         |
| Pays Rochefortais   | 447 km2    | 63 147 hab.       | 141 hab/km2           | Rochefort           |
| Pays d'Aunis        | 939 km2    | 62 682 hab.       | 67 hab/km2            | Marans              |
| Pays de l'Île de Ré | 85 km2     | 17 796 hab.       | 209 hab/km2           | Saint-Martin-de-Ré  |

Aujourd'hui, le nord-ouest du département rassemble 11 villes sur 18 ayant plus de 5 000 habitants en Charente-Maritime, et 31 communes de plus de 2 000 habitants sur les 60 que compte le département. En 2007, aucune commune rurale ne compte moins de 200 habitants dans cette partie du département où la population vit majoritairement dans les villes et leurs agglomérations urbaines.
La superficie de l'Aunis est de 1 677 km2, soit 24,4 % du département, c'est-à-dire près du quart de la superficie totale de la Charente-Maritime.
La densité de population y est environ deux fois plus élevée que la moyenne départementale avec 173 hab/km2 contre 88 pour la Charente-Maritime, et elle est largement supérieure à la moyenne nationale qui est de 114 hab/km2 en 2007.
Cette densité de population fait ressortir les contrastes du peuplement à l'intérieur de l'Aunis, contraste qui se retrouve en Charente-Maritime entre un littoral densément peuplé et fortement urbanisé et un arrière-pays encore fortement rural et faiblement peuplé. Si le littoral de l'Aunis supporte des densités très élevées, toutes supérieures à plus de 140 hab/km2, atteignant 209 hab/km2 dans l'île de Ré et montant à plus de 700 hab/km2 dans la région rochelaise; seul l'arrière-pays représenté par le Pays d'Aunis, héritant d'un passé rural déprimé, a encore une densité de population nettement inférieure à la moyenne départementale, respectivement 67 et 88 hab/km2.
Ainsi, en Aunis, le littoral est fortement attractif et a fixé de bonne heure la population et les activités humaines où l'urbanisation y est, plus qu'ailleurs dans le département, fortement développée.

### Une région urbanisée
De fait, le taux d'urbanisation y est comparable à la moyenne nationale, c'est-à-dire proche des 3/4. Ce qui est considérable, car la Charente-Maritime a un taux d'urbanisation assez moyen, approchant les 60 % de la population totale.

#### Une région dominée par le bipôle La Rochelle-Rochefort
C'est une région qui s'est beaucoup urbanisée depuis le lendemain de la Seconde Guerre mondiale et cette urbanisation s'est accélérée dans la dernière année[Quand ?]. Mais, comme précisé plus avant, la concentration de la population est assez inégale dans sa répartition. Le développement des villes de l'Aunis s'est effectué le long du littoral, qui a fixé la majeure partie des activités économiques et humaines et compte les deux agglomérations urbaines les plus peuplées de la Charente-Maritime, La Rochelle et Rochefort.

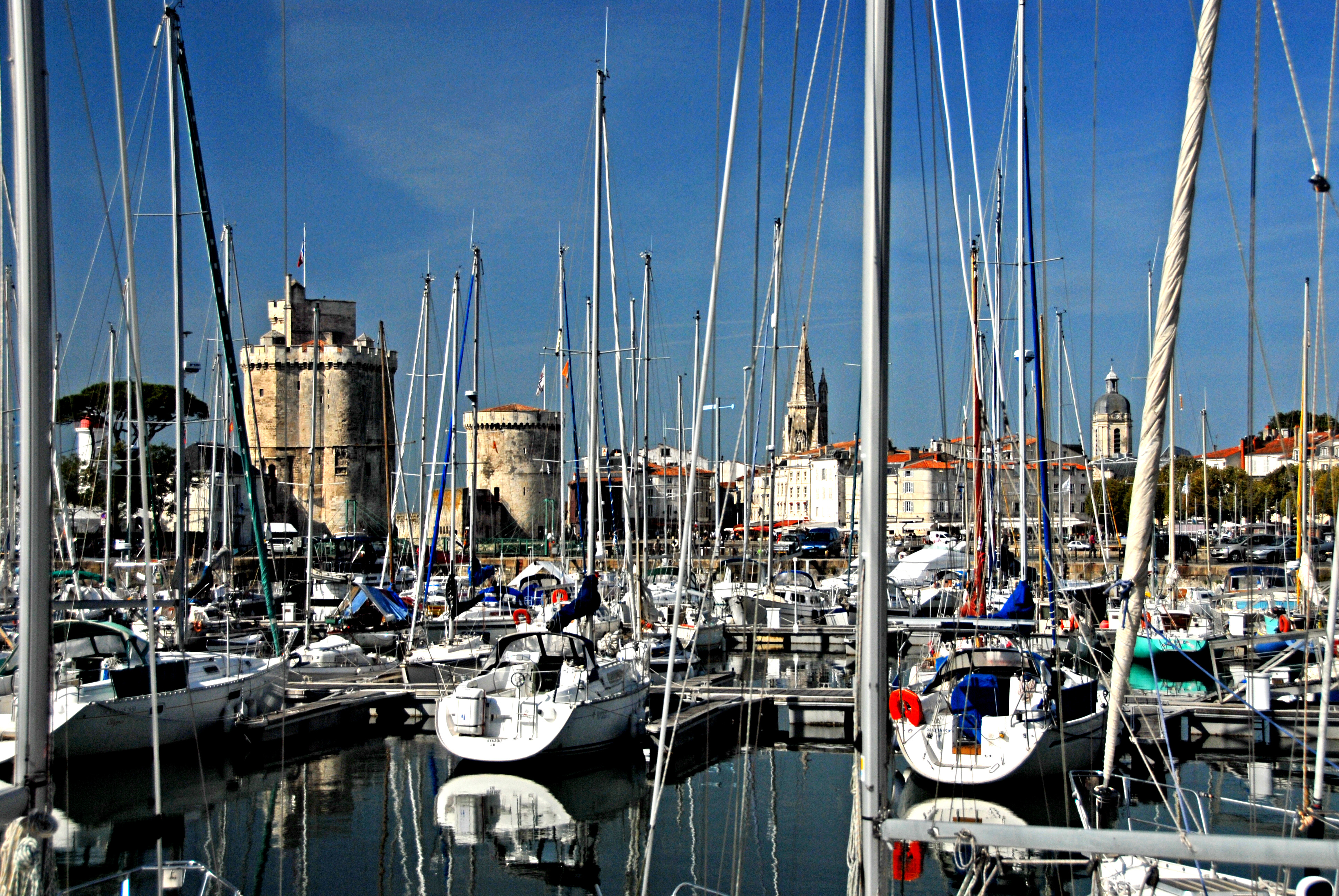
La Rochelle et son port de plaisance, ancienne capitale de l'Aunis et actuelle préfecture de Charente-Maritime, est aujourd'hui la principale ville du département

La Rochelle est la capitale historique de cette ancienne province et a développé une aire urbaine qui s’étend jusqu’aux portes de Surgères et couvre pratiquement tout son arrondissement dans sa partie continentale jusqu'en limite du département des Deux-Sèvres. L'aire urbaine de La Rochelle rassemble aujourd’hui près d’un tiers de la population départementale. L’Aunis tend ainsi à devenir de plus en plus une région suburbaine et perd son identité rurale, que le tourisme cherche malgré tout à préserver.
La Rochelle et Rochefort ont formé depuis le début du XXIe siècle un bipôle urbain baptisé Bipôle La Rochelle-Rochefort qui unit les deux communautés d'agglomérations par le renforcement des liens interurbains, notamment par la mise en place des relations ferroviaires cadencées, des informations économiques, des échanges culturels et touristiques. Cet espace, qui s'urbanise fortement, dépasse aujourd'hui les 200 000 habitants (202 681 habitants en 2007). Dans cet espace littoral, les villes ont formé un tissu urbain dense et la densité de population y est particulièrement élevée : 287 hab/km2 dans les cantons de Rochefort, 692 hab/km2 dans le seul canton d'Aytré, 920 hab/km2 dans l'ensemble des cantons de La Rochelle. Le bipôle La Rochelle-Rochefort concentre à lui seul 10 villes sur 18 de plus de 5 000 habitants, et 20 communes de plus de 2 000 habitants sur 60 qu'en compte la Charente-Maritime en 2007.
La concentration de population est encore forte aux abords immédiats de l'agglomération de La Rochelle, où le canton de La Jarrie a une densité de population largement supérieure à 100 hab/km2 (149 hab/km2 en 2007).

#### L'accélération de l'urbanisation dans l'arrière-pays de l'Aunis
Au-delà du bipôle La Rochelle-Rochefort, les densités de population sont nettement moins élevées, et elles sont même inférieures à la moyenne départementale, qui est de 88 hab/km2 en 2007. Ainsi les cantons d'Aigrefeuille-d'Aunis, de Marans et de Surgères ont-ils respectivement 71 hab/km2, 64 hab/km2 et 63 hab/km2. Seul, le canton de Courçon a une densité inférieure à 50 hab/km2 (48 en 2007), mais il enregistre une croissance démographique spectaculaire entre 1999 et 2007 avec un gain démographique de + 33, 6 %!.
Le Pays d'Aunis, qui est une structure administrative rassemblant quatre communautés de communes (Courçon, Pays Marandais, Plaine d'Aunis et Surgères), recense en 2007 une population de 62 682 habitants sur 939 km2, soit une densité de 67 hab/km2. C'est encore une région fortement rurale, mais qui tend à s'urbaniser rapidement.
L'urbanisation s'est également accélérée dans l'île de Ré, surtout dans la partie orientale qui correspond au canton de Saint-Martin-de-Ré, où toutes les communes ont plus de 2 000 habitants et où la densité de population est l'une des plus élevées de tout le département avec 302 hab/km2 en 2007 contre 88 pour la Charente-Maritime et 244 pour l'arrondissement de La Rochelle. La densité de population de l'île de Ré est particulièrement élevée, c'est l'île la plus densément peuplée de tout le littoral français, avec en 2007, une densité record de 209 hab/km2.

#### Les villes principales
Les villes principales de l'Aunis sont situées sur le littoral ou sur l'estuaire de la Charente et se signalent par un fort dynamisme urbain.
La Rochelle avec 76 848 habitants en 2007 est de loin la ville la plus peuplée du département de la Charente-Maritime. Son agglomération urbaine approche les 120 000 habitants.
Rochefort est la troisième ville de Charente-Maritime, avec 25 999 habitants en 2007, se situant après La Rochelle et Saintes, mais elle forme avec Tonnay-Charente la deuxième agglomération urbaine du département avec 37 667 habitants..

#### Les petites villes de l'Aunis
À côté des deux principales agglomérations de l'Aunis, un réseau de petites villes animent cette région urbanisée.
Surgères compte 6 188 habitants en 2007, elle se classe au douzième rang des villes du département de la Charente-Maritime.
Marans regroupe 4 655 habitants en 2007, c'est la commune la plus étendue de tout le département de la Charente-Maritime.
Fouras est redevenue une dynamique station balnéaire depuis les années 1990. La ville franchit de nouveau le cap des 4 000 habitants, recensant 4 056 habitants en 2007.
Aigrefeuille-d'Aunis, qui compte 3 571 habitants en 2007, commande la Communauté de communes Plaine d'Aunis qui, avec 21 490 habitants en 2007, est la plus peuplée du Pays d'Aunis.
Dans l'île de Ré, Saint-Martin-de-Ré et La Flotte forment une petite agglomération urbaine qui regroupe 5 511 habitants en 2007, mais Sainte-Marie-de-Ré, avec 3 082 habitants en 2007, est la commune la plus peuplée de l'île.

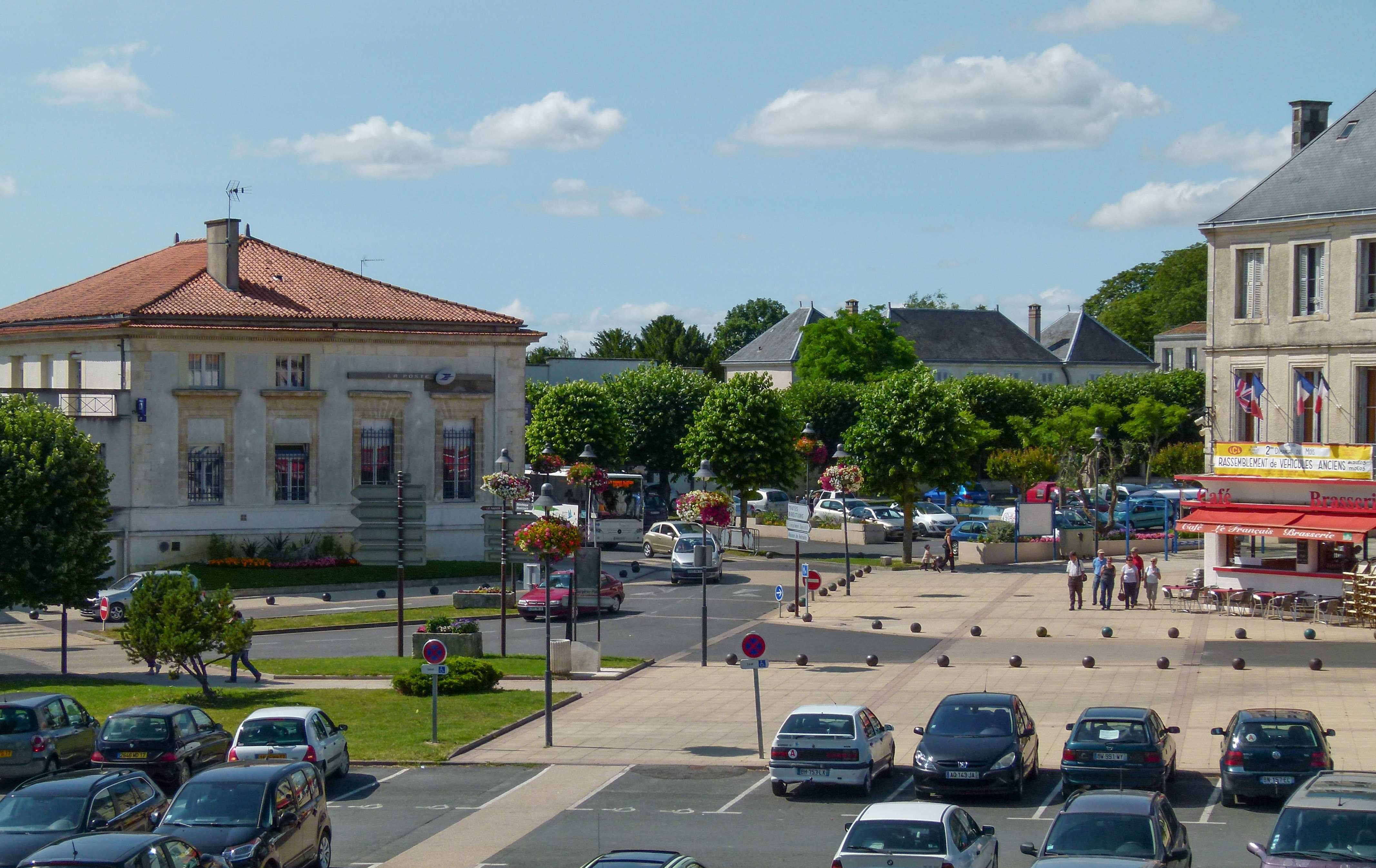
Principale ville de la plaine de l'Aunis, Surgères est étroitement associée à La Rochelle et Rochefort.
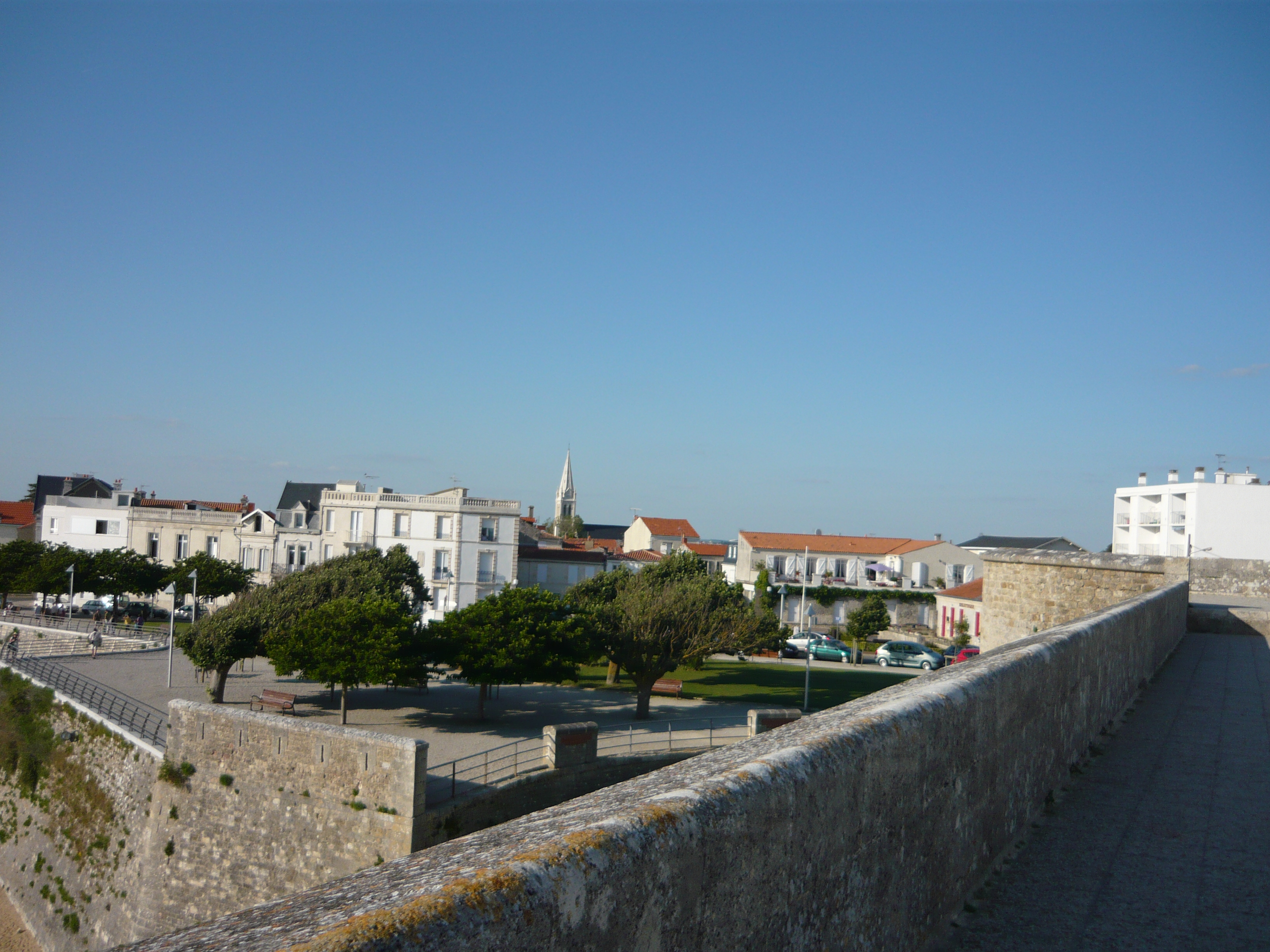
Vue sur la station balnéaire de Fouras depuis le site du Fort-Vauban.
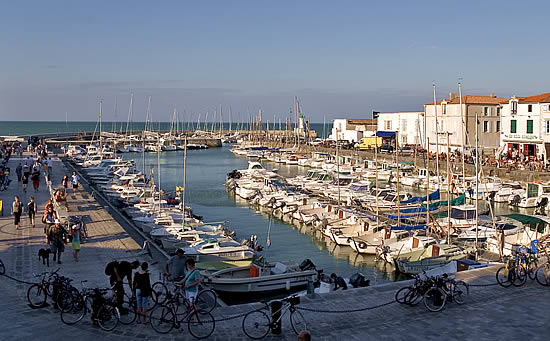
La Flotte forme avec Saint-Martin-de-Ré la première unité urbaine de l'île de Ré.

## Géographie économique

### Les activités agricoles et maritimes

#### Une agriculture de pointe
Dans le domaine de l'agriculture, les deux ressources principales sont la céréaliculture intensive (blé, maïs, oléagineux) et l'élevage.
L'élevage laitier a longtemps été l'activité agricole dominante en Aunis ayant donné naissance à une puissante industrie laitière à la fin du XIXe siècle. C'est à la suite de la désastreuse crise du phylloxéra qui a ravagé la vigne en Aunis à partir de 1876 que les agriculteurs se sont tournés vers l'élevage laitier. Cette reconversion agricole spectaculaire avait fait de l'Aunis le berceau de l'industrie laitière en Charente-Maritime. Aujourd'hui, les vaches laitières ne forment plus le cheptel dominant; cet élevage cède de plus en plus la place à l'élevage bovin pour la viande qui est pratique principalement dans les marais desséchés du Marais Poitevin et du Marais de Rochefort.
La céréaliculture intensive est une pratique agricole assez récente dans le plaine d'Aunis bien que la production de céréales soit d'implantation ancienne en raison de l'excellente qualité des sols. Les terres de groie, bien amendées et richement fertilisées en engrais azotés, ont fait de l'Aunis une riche plaine à blé dès les années 1960. Facilitée par le remembrement des années 1960, cette agriculture de pointe est appuyée par un puissant réseau de collecte des céréales par de grands organismes de stockage. Ces différentes conditions ont grandement favorisé l'agrandissement des exploitations agricoles sur des centaines d'hectares, la mécanisation intensive de l'agriculture et l'augmentation des rendements. Aujourd'hui, l'Aunis est une vaste plaine céréalières, au paysage de Beauce avec ses larges horizons dénudés qui se répètent maintenant dans le bas-plateau voisin de la Saintonge du Nord.
La vigne, touchée par la crise du phylloxéra dès 1876, a été quasiment abandonnée sur la plaine d'Aunis, elle subsiste cependant dans l'île de Ré où le tourisme lui a insufflé un nouvel essor.

#### Les activités conchylicoles, la pêche et la saliculture
Sur la baie de l'Aiguillon, entre l'embouchure de la Sèvre niortaise et le nord de La Rochelle, sur la bande littorale qui va d'Esnandes jusqu'à L'Houmeau, la mytiliculture occupe encore une place importante et fait de la Charente-Maritime le premier département producteur national de moules. Cette activité qui a débuté dès la seconde moitié du XIXe siècle, à partir du Second Empire, s'est fortement développée au point que le département était le plus gros fournisseur de moules de la France entière dont les trains acheminaient par convois entiers depuis les gares d'Andilly et de Marans toute la production locale vers la capitale.
Au sud de La Rochelle, Fouras et la baie d'Yves sont les centres principaux de l'élevage du naissain des huîtres. L'ostréiculture s'est également développée à Angoulins-sur-Mer et à Châtelaillon-Plage, au site des Boucholeurs, sur les anciens marais salants désaffectés au début du XXe siècle.

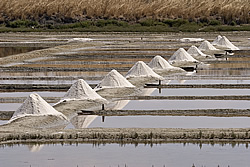
Les marais salants et le sel (l'or blanc), constitue une des ressources principales de l'île de Ré

Dans les marais de l'Aunis, la récolte du sel a fait, pendant le Moyen Âge, la fortune de la région, mais elle a aujourd'hui complètement disparu sur le littoral aunisien. Cependant, cette activité subsiste encore aujourd'hui dans l'île de Ré, dans la presqu'île d'Ars notamment, et atteint de nouveau une certaine notoriété, même si la production demeure artisanale et les quantités traitées sont peu importantes.
La Rochelle maintient son activité de port de pêche grâce à son port moderne de Chef-de-Baie mais cette activité n'est plus aussi florissante que par le passé. En effet, le port de La Rochelle n'exerce pratiquement plus la pêche industrielle alors qu'il était encore au 4e rang des ports de pêche français au début des années 1970. Aujourd'hui, il est le deuxième port de pêche du département de la Charente-Maritime, venant après le port de la Cotinière, dans l'île d'Oléron.

### Une industrie diversifiée
L'Aunis n'a pas de tradition industrielle forte comme celle qui marque les régions du Nord ou de l'Est de la France, et c'est seulement à la fin du XIXe siècle que des usines ont commencé à se développer. Après la Seconde Guerre mondiale, le mouvement d'industrialisation de l'Aunis s'est poursuivi et renforcé, en se diversifiant et en se modernisant.
Cette région du Nord-Ouest de la Charente-Maritime est de loin la première région industrielle du département. Trois pôles industriels notables émergent en Aunis et concentrent l'industrie en Charente-Maritime.
La Rochelle est de loin le plus gros centre d'industries du département avec environ 5 000 emplois dans ce secteur. La ville et son agglomération se sont spécialisées dans la construction du matériel ferroviaire (Alstom) et les chantiers navals (Chantiers navals Gamelin), l'équipement automobile (Delphi), les industries alimentaires (Senoble, Léa Vital, Cafés Merling, pôle agro-océan), l'industrie chimique (Rhodia) et pharmaceutique, les chantiers nautiques de plaisance (Dufour, Fountaine-Pajot, Amel). C'est également un très grand port de commerce, se plaçant au huitième rang des ports nationaux, et ayant depuis 2007 le statut privilégié de port autonome. Son trafic maritime annuel avoisine les 8 millions de tonnes et le port ambitionne les 10 millions de tonnes à l'horizon 2012 grâce à l'extension de ses installations portuaires de La Pallice.
Rochefort a développé avec Tonnay-Charente les activités portuaires sur le fleuve Charente qui ont donné naissance à une tradition industrielle forte. Ces deux villes ont aménagé des zones industrielles sur leur périphérie ou le long du fleuve et possèdent des activités industrielles diversifiées. Parmi celles-ci prédomine la construction et l'équipement aéronautiques (Sogerma-EADS, Simair, Métal-Chrome, Malichaud Atlantique...) qui est devenu le premier secteur industriel de l'agglomération avec 1 200 emplois. À ses côtés, d'autres industries se sont développées ou maintenues comme l'équipement automobile, la fonderie des métaux non ferreux, l'industrie chimique (fabrication d'engrais et de fertilisants, fabrication de vernis) et de transformation des plastiques, l'industrie nautique de plaisance, l'ameublement, la confection industrielle. Le complexe industriel de Rochefort-Tonnay-Charente constitue toujours le deuxième pôle industriel du département avec environ 2 000 emplois dans le secteur secondaire.
Surgères est devenu un pôle de l'industrie agro-alimentaire de premier plan en Charente-Maritime. La ville possède une puissante industrie laitière avec la fabrication du fameux beurre des Charentes, l'élaboration du lait UHT, la caséinerie alimentaire dont la production alimente surtout le marché italien et l'alimentation pour le bétail avec les produits dérivés du lait. Cette industrie alimentaire est complétée par un abattoir industriel qui est le plus important en Charente-Maritime et une puissante minoterie industrielle qui fonctionne à Saint-Germain-de-Marencennes, au sud de la ville. À côté de cette importante industrie agro-alimentaire, s'ajoutent la métallurgie de transformation, les ateliers de chaudronnerie, l'ameublement et l'industrie du plastique. Environ 800 emplois sont issus de l'industrie dans les différentes usines et ateliers du canton de Surgères.
À ces trois pôles majeurs en Aunis, il convient d'y ajouter deux petits centres industriels dont les activités sont récentes. Aigrefeuille-d'Aunis a développé une importante industrie nautique avec le chantier nautique  de plaisance Fountaine-Pajot. Autour de cette grosse usine se sont agrégées de petites usines aux industrie diversifiées (scierie industrielle (UPM-Kymmene), menuiseries industrielles, unité industrielle de fabrication de béton). Environ 500 personnes travaillent dans l'industrie à Aigrefeuille et dans les usines de son canton.
Au nord du département, Marans a développé une industrie moderne au profit des anciennes qui ont toutes disparu. Aujourd'hui, les usines sont implantées sur des zones industrielles bien aménagées le long de la route départementale ou près du site portuaire (chantiers nautiques de plaisance, industrie pharmaceutique, industrie alimentaire).
Dans la plaine d'Aunis, des industries se sont fixées soit originellement en fonction des productions locales, ce qui est le cas des nombreuses minoteries industrielles (La Jarrie, Saint-Christophe, Courçon), soit en fonction de décisions d'aménagement du territoire, ce qui est le cas de l'usine de production de matières plastiques à Saint-Sauveur-d'Aunis.
L'essor de ces industries, sinon leur implantation originelle, découlent de la modernisation du réseau des voies de communication et de la présence de ports sur la façade maritime de l'Aunis.

### Les voies de communication
Les conditions physiques de la plaine d'Aunis ont toujours été très favorables aux voies de communication, bien que cette petite région soit plutôt enclavée, étant longtemps aux marges du royaume de France, puis de la nation. Cet enclavement régional a été de plus accentué par la présence des marais (Marais Poitevin, Marais de Rochefort), lesquels ont été longtemps des obstacles aux voies de communication terrestres.
De gros efforts ont été entrepris pour rompre cet isolement géographique. Le plus spectaculaire est sans doute lors de la mise en place de la voie ferroviaire dès 1857, reliant alors La Rochelle et Rochefort à la capitale. Cette ligne de chemin de fer a été modernisée à maintes reprises (mise à deux voies, puis électrification en 1993 pour l'accueil des T.G.V.).
La voie ferrée régionale qui relie Nantes à Bordeaux dessert également l'Aunis, en passant par La Rochelle, Châtelaillon-Plage et Rochefort.
Les voies routières ont été également considérablement modernisées : mise à 2X2 voies des routes La Rochelle-Rochefort, La Rochelle-Niort, autoroute A 837 depuis Rochefort jusqu'à Saintes, pont-viaduc à 2X2 voies sur la Charente à Rochefort, rocade urbaine à 2X2 voies contournant toute l'agglomération urbaine de La Rochelle, pont-viaduc de l'île de Ré.
La modernisation des infrastructures de communication a également largement favorisé l'essor du tourisme qui est devenu en quelques décennies une des activités économiques prépondérantes en Charente-Maritime, comme en Aunis du moins dans sa partie littorale et insulaire.
Le projet de l'Autoroute A831 devant relier Rochefort à Fontenay-le-Comte (lien entre l'A 83 et l'A837), déclaré d’utilité publique en 2005 a été abandonné en 2015 en raison de sa traversée du marais poitevin et du marais de Rochefort, deux grandes zones humides qui générait une vive opposition. L'autoroute serait passée dans l'est de la Communauté d'agglomération de La Rochelle dans le territoire communal de Sainte-Soulle.

### Une région touristique

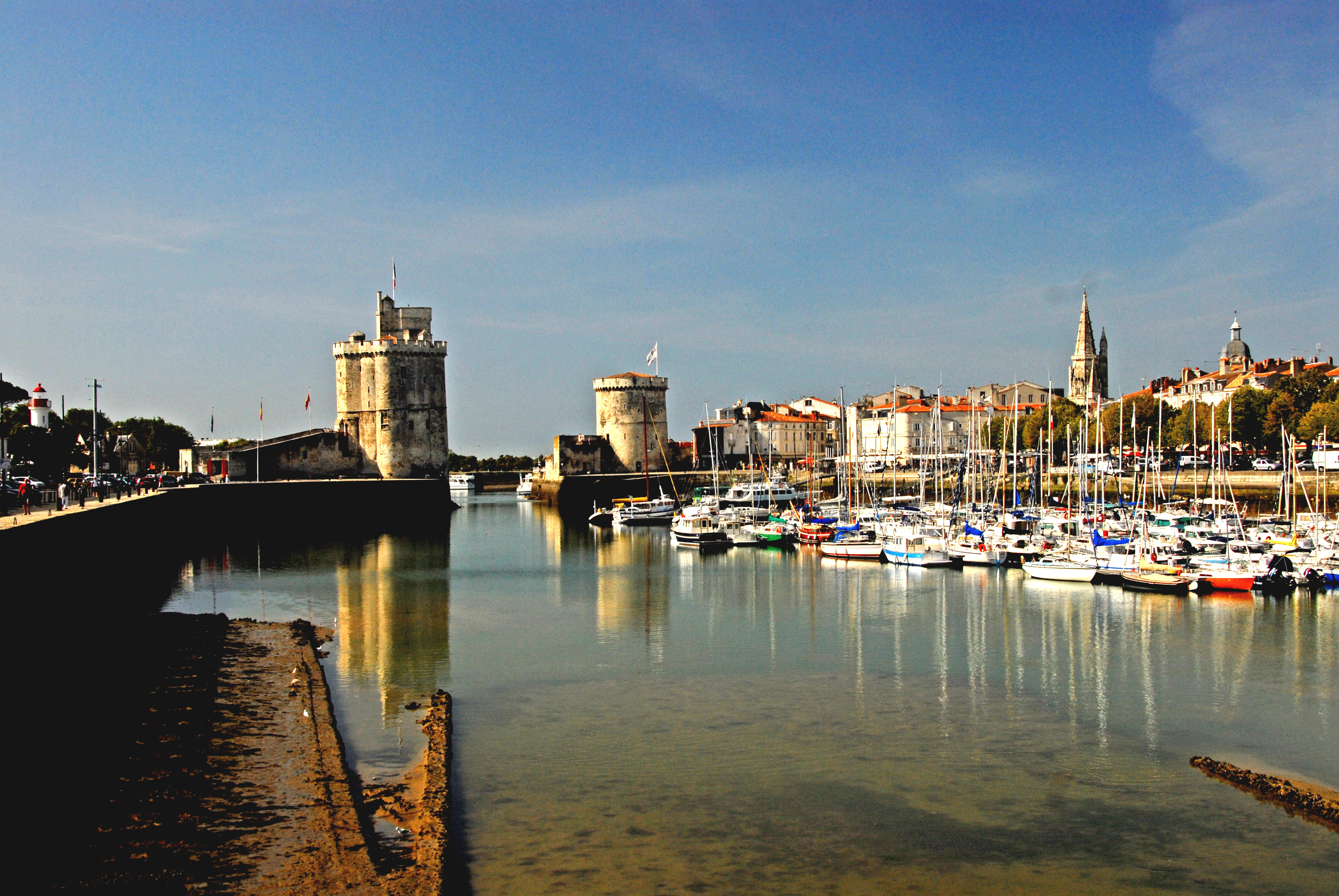
La Rochelle est la vitrine touristique de l'Aunis et de la Charente-Maritime, voire de Poitou-Charentes.

Grâce à son littoral, l'Aunis a pu développer le tourisme qui, vers la fin du XIXe siècle, a pris de l'importance avec les bains de mer. Des stations balnéaires comme Châtelaillon-Plage et Fouras ont acquis une réelle notoriété, tandis que les grandes plages de l'île de Ré ont connu un réel engouement à partir des années 1960.
Rochefort possède une station thermale qui la classe au septième rang national tandis que la côte de l'Aunis et de l'île de Ré est jalonnée de centres aquatiques et de thalassothérapie.
L'île de Ré vit essentiellement du tourisme et peut recevoir jusqu'à 250 000 touristes pendant la saison estivale, cette « invasion » est encore plus spectaculaire dans l'île d'Aix qui accueille jusqu'à 180 000 touristes chaque année, malgré son isolement, n'étant pas reliée par un pont comme sa voisine rhétaise.
Le Pertuis d'Antioche, qui forme une véritable petite mer intérieure, a favorisé la navigation de plaisance dans les années 1970. La Rochelle, avec son immense port des Minimes, peut recevoir 5 000 bateaux de plaisance, il est devenu le plus grand port de plaisance du littoral atlantique français. Ars-en-Ré, La Flotte et Saint-Martin-de-Ré sont également des ports de plaisance très recherchés, tandis que les ports fluviaux de Marans, sur la Sèvre niortaise, et de Rochefort, sur la Charente, ont aménagé dans des bassins portuaires désaffectés des sites d'accueil pour les bateaux de plaisance, pouvant recevoir plus de 200 unités chacun.
L'Aunis a également développé le tourisme culturel et urbain avec ses deux grandes villes historiques que sont La Rochelle et Rochefort. Ces deux cités ne sont pas seulement riches par leur patrimoine architectural et urbain de grande valeur historique, mais elles possèdent également une riche vie culturelle par la présence de nombreux musées qui en font des pôles muséographiques de premier plan dans la région. L'animation culturelle de ces deux villes, outre les cinémas et autres activités de loisirs urbains, est enrichie par les nombreux festivals qui ont lieu généralement à la belle saison tandis que les théâtres, les concerts et les opéras constituent de grands moments de la vie urbaine en hors saison.
Les petites villes de l'intérieur ne manquent pas d'intérêt et ont valorisé leur patrimoine urbain comme Surgères (église Notre-Dame, site du château, centre-ville rénové) ou Marans (site portuaire et fluvial sur les rives de la Sèvre niortaise) ou encore Tonnay-Charente (aménagement des quais de la Charente). L'Aunis fait de gros efforts pour mettre en valeur le tourisme vert et a développé à Aigrefeuille-d'Aunis, notamment, des sites d'accueil touristiques de qualité (lac de Frace, complexe touristique de La Taillée).

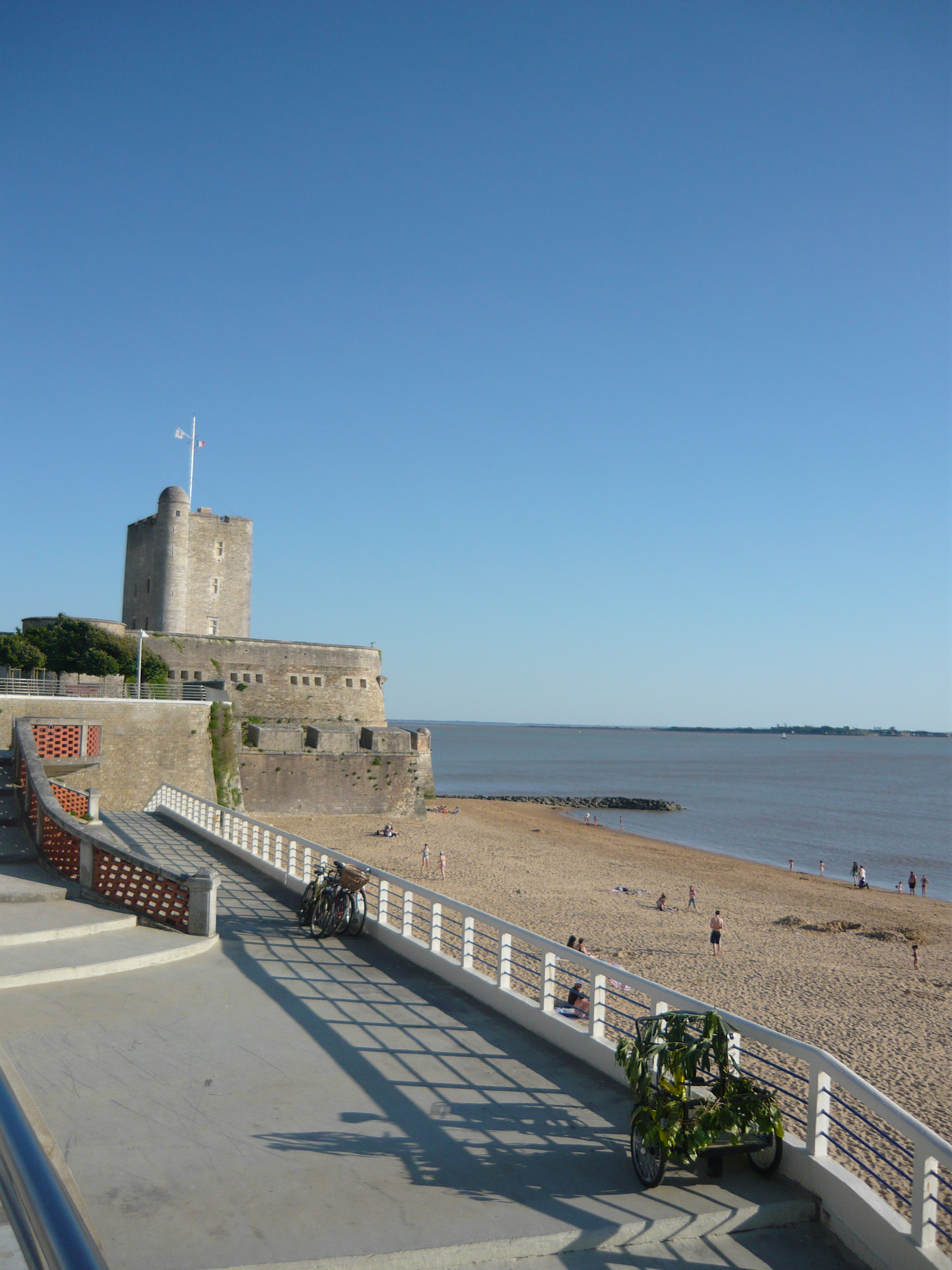
Fouras est l'une des  stations balnéaires les plus fréquentées de la côte de l'Aunis et en même temps un des tout premiers centres des débuts du tourisme balnéaire en Charente-Maritime grâce à une petite gare terminus SNCF aujourd'hui disparue.
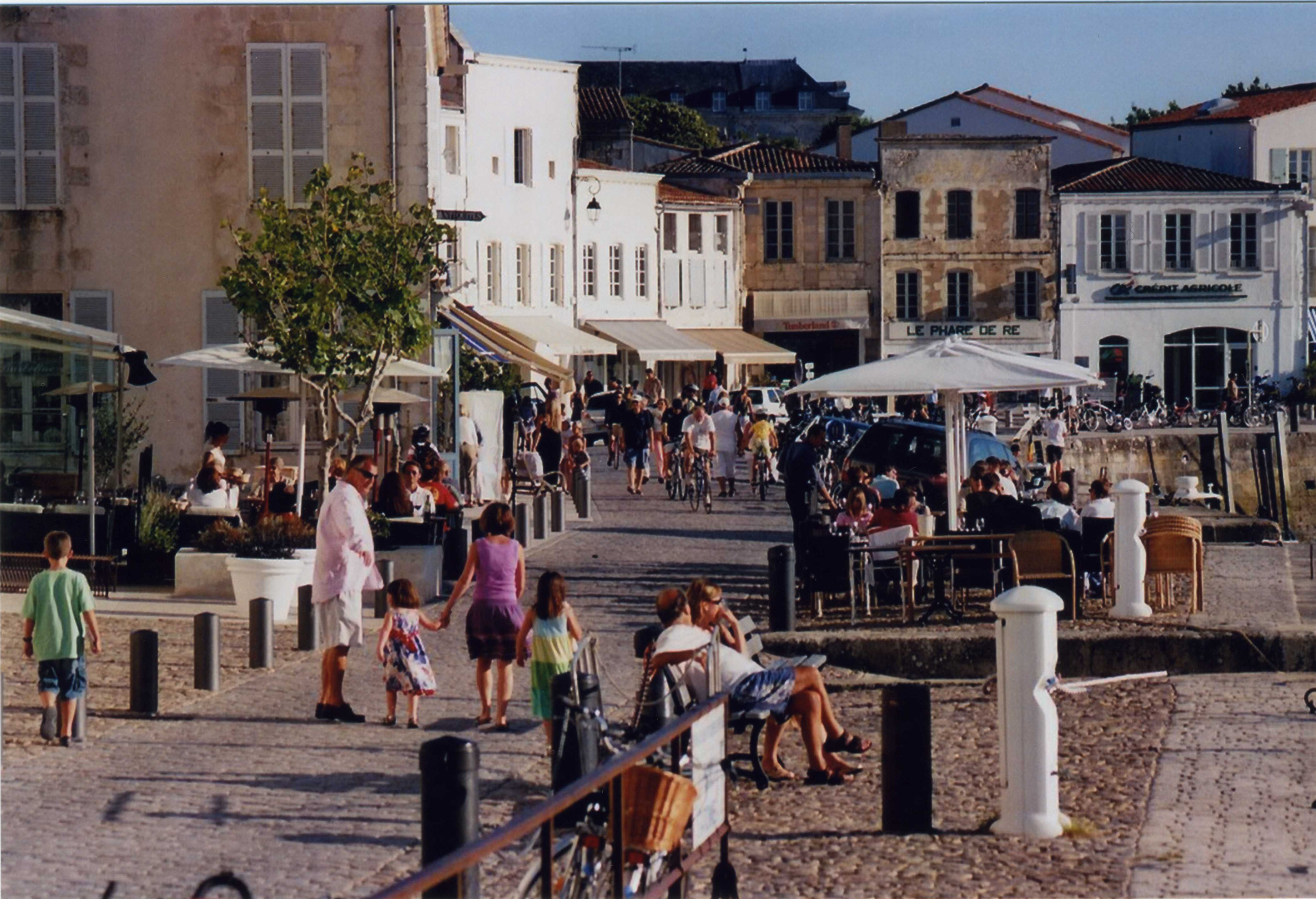
Les quais du port de Saint-Martin-de-Ré, cette petite capitale historique de l'île de Ré est aujourd'hui un centre touristique très prisé dans l'île.
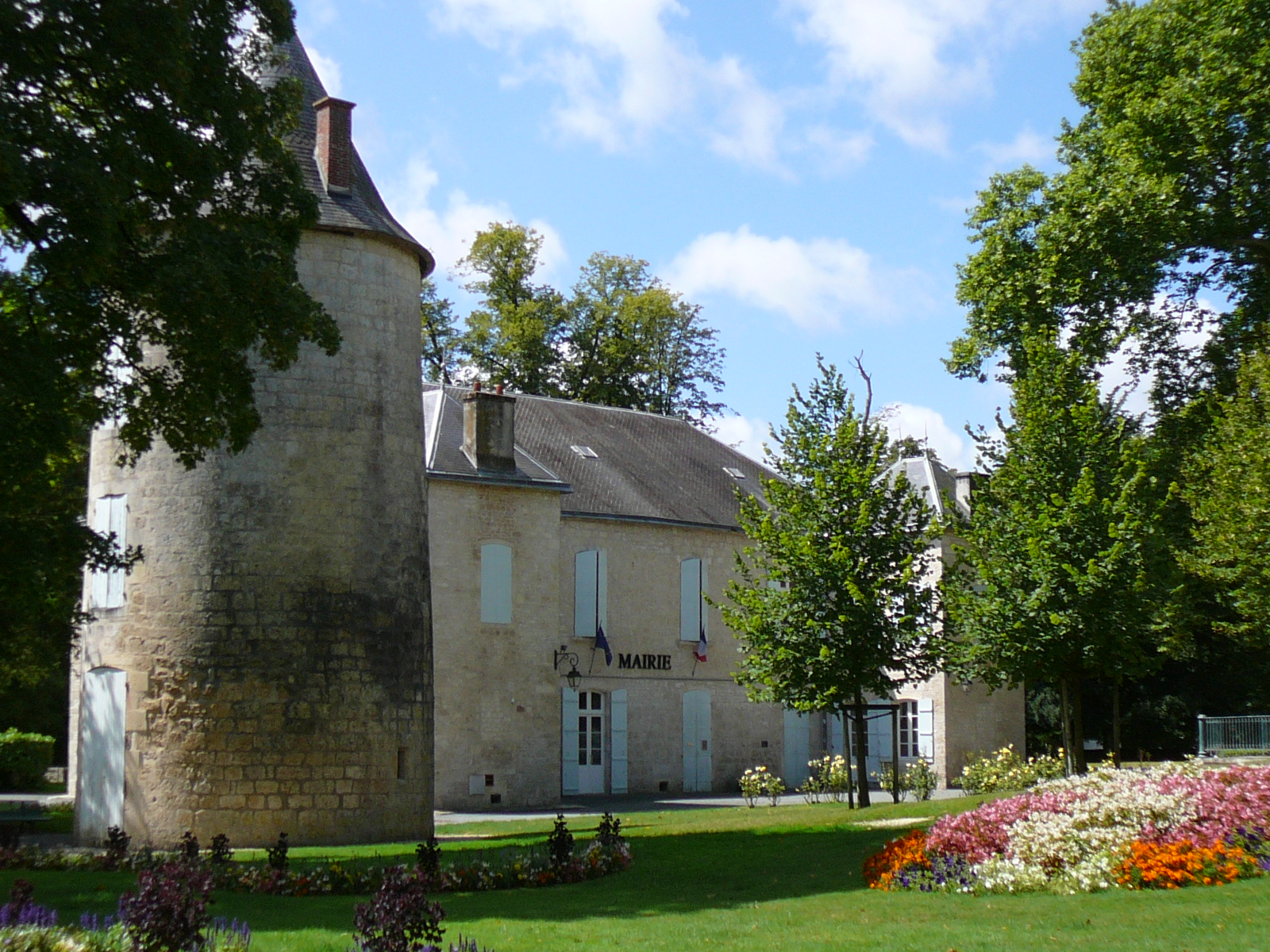
Le château de Surgères, actuel hôtel de ville. Cette petite ville tente de participer activement à l'animation touristique de l'arrière-pays de l'Aunis.